# 腺叶川木香
腺叶川木香（学名：Dolomiaea georgii）为菊科川木香属的植物，为中国的特有植物。分布于中国大陆的云南等地，见于潮湿地或开旷坡地，目前尚未由人工引种栽培。